# Anton Húska
Anton Húska (12. ledna 1826 Ružomberok – 23. srpna 1882 Spišská Kapitula) byl slovenský hudební skladatel, sbormistr a dirigent.

## Život
Narodil se v Ružomberku roku 1826. Po absolvovaní gymnázia a místní hudební školy, studoval dva roky filosofii a práva v Bratislavě. Vedle toho soukromě pokračoval ve studiu hudby. Hrál na klavír, na varhany, na všechny smyčcové nástroje a i na některé dechové.
V letech 1845–1846 působil jako houslista v katedrále sv. Jimrama v Nitře. V následujících letech byl houslistou v divadelním orchestru v Bratislavě a varhaníkem a zpěvákem v církevním hudebním spolku. Později se stal učitelem hudby na Učitelském ústavu ve Spišské Kapitule a varhaníkem v chrámu sv. Martina. Od roku 1862 působil v Košicích. Byl správcem hudební školy a vyučoval hru na klavír, na housle a zpěv. Vedle toho byl regenschorim v katedrále svaté Alžběty a sbormistrem košického pěveckého sdružení.
V Košicích byla jeho jménem pojmenována ulice.

## Dílo
Komponoval převážně církevní skladby v duchu ceciliánské reformy. Jeho díla se dochovala v opisech na mnoha kůrech východoslovenského kraje, zejména v Kežmarku, Spišské Kapitule a v Košicích. Tiskem vyšlo v Košicích:
- Miserere
- Libera me
- Allegro
- Mandatum novum